# مصطفی کچه‌لی
مصطفی کچه‌لی (انگلیسی: Mustafa Keçeli؛ زادهٔ ۱۵ سپتامبر ۱۹۷۸) بازیکن فوتبال اهل ترکیه است.
از باشگاه‌هایی که در آن بازی کرده‌است می‌توان به باشگاه فوتبال آنکارا اسپور، باشگاه فوتبال مرسین، باشگاه فوتبال دنیزلی اسپور، باشگاه فوتبال ترابزون‌اسپور، و باشگاه فوتبال بورسااسپور اشاره کرد.